# ناوي دماك
ناويدماك هي إحدى ملكات كوش، حكمت إما في أوائل القرن الأول قبل الميلاد أو القرن الأول الميلادي، سبقتها الملكة أماني شاخيتي وتبعها الملك أمانيخبالي. دفنت ناوي دماك في المقبرة الملكية في جبل البركل (الهرم رقم 6). تعرف ناويدماك من نقش جداري في غرفة دفنها في هرم 6 تظهر فيه مرتدية ملابس الملوك الذكور ورموز ملوك القرن الثالث قبل الميلاد وهي أخر من استخدمة هذه الرموز.
تضم مجموعة متحف ألين التذكاري للفنون في أوبرلين، أوهايو لوحًا ذهبيًا يشير إلى ناويدماك. يرجح أن تكون ناويدماك والدة أمانيخابالي وإن كانت امه فعلًا فهي من خلفته في الحكم. وبما أن هرمها بُني في جبل البركل وليس في مروي فقد يشير هذا إلى حدث كبير حدث في فترة حكمها.
لُقبت ناويدماك بلقب كانداكي وهو اللقب الذي أُطلق على حاكمات كوش. وقد ورد ذكر الكانداكي في العهد الجديد من الكتاب المقدس دون تمييز بينهن، تقول بعض الفرضيات أن ناويدماك هي الكانداكي المقصودة في الإصحاح الثامن من سفر أعمال الرسل.